# His Only Son (1912)
His Only Son ist der Name eines US-amerikanischen Westerns aus dem Jahr 1912. Regie führten Jack Conway, der selbst mitspielte, und Milton J. Fahrney. Der Film wurde von der Nestor Film Company produziert, Produzent war David Horsley. Der Film wurde am 9. Oktober 1912 erstmals aufgeführt.

## Handlung
Bob Madden kommt angetrunken nach Hause. Sein Vater gibt ihm wütend zu verstehen, dass er gehen und für sich selbst sorgen solle. Am nächsten Morgen geht er heimlich und hinterlässt eine Nachricht: „Lieber Dad, ich gehe nach Westen und versuche dort zum Mann zu werden. Ich hoffe, dass du eines Tages auf mich stolz sein kannst. Dein Sohn Bob.“ Sein Vater, dessen erste Reaktion ihm inzwischen Leid tut, geht später auch zum Bahnhof und kauft sich ebenfalls eine Fahrkarte um seinem Sohn hinterherzufahren.
Inzwischen ist Bob bereits angekommen. Er liest von einem Stellenangebot, dass Cowboys mit passender Kleidung bei der Carter Ranch eingestellt werden. Er kauft sich die Kleidung am Bahnhof und begibt sich zur Ranch. Der Vorarbeiter will ihn allerdings nicht einstellen, als klar wird, dass Bob nicht mit dem Lasso umgehen kann. Bob reitet weiter und trifft unterwegs auf ein Banditenlager. Er freundet sich mit den Outlaws an, angezogen von der rauen Herzlichkeit der Banditen.
In der Zwischenzeit bekommt der Besitzer der Ranch, Joseph Carter, sein neues Auto. Da er keine Zeit hat es selbst auszuprobieren, lässt er seine Tochter Jessie zusammen mit seinem Vorarbeiter und einem Chauffeur losfahren. Das Auto geht kaputt und der Chauffeur muss zu Fuß zur Ranch zurückkehren um Ersatzteile zu holen. Während der Wartezeit macht sich der Vorarbeiter an Jessie heran. Ihre Schreie rufen allerdings Bob und die Banditen auf den Plan, die ihr zu Hilfe eilen. Dabei erkennt der Vorarbeiter den Anführer der Bande. Als er schließlich zur Ranch zurückkehrt, holt er die Cowboys um den Banditen hinterherzujagen. Als sie jedoch das Lager finden, ist bereits verlassen. Jedoch können sie schließlich Bob fangen, den sie für einen Banditen halten.
Bob hatte Jessie sein Pferd geliehen, damit sie zur Ranch zurückkehren kann. Als Jessie zuhause ankommt, erfährt sie, wo die Cowboys und der Vorarbeiter sind. Sie berichtet alles ihrem Vater, der sich sofort auf den Weg macht. Er kommt genau zur selben Zeit wie Bobs Vater an. Sie erkennen einander und erinnern sich, dass sie alte Freunde sind. Der Mann am Bahnhof erkennt Bob wieder und entlastet ihn. Alles löst sich in Wohlgefallen auf: Bob erhält den ersehnten Job auf der Ranch und kann Jessie näher kennenlernen.

## Weblink
- His Only Son bei IMDb